# Casamanza
La Casamanza (en wolof: Kasamansa; en francés: Casamance; en portugués: Casamansa [kɐzɐˈmɐ̃sɐ]) es un área del Senegal al sur de Gambia en la zona del río Casamanza. Está formada por la Baja Casamanza (Basse Casamance o Baixa Casamança, en torno al río Ziguinchor) y la Alta Casamanza (Haute Casamance o Alta Casamança, en la zona de las regiones de Sédhiou y Kolda). La principal ciudad de la Casamanza es Ziguinchor.

## Historia

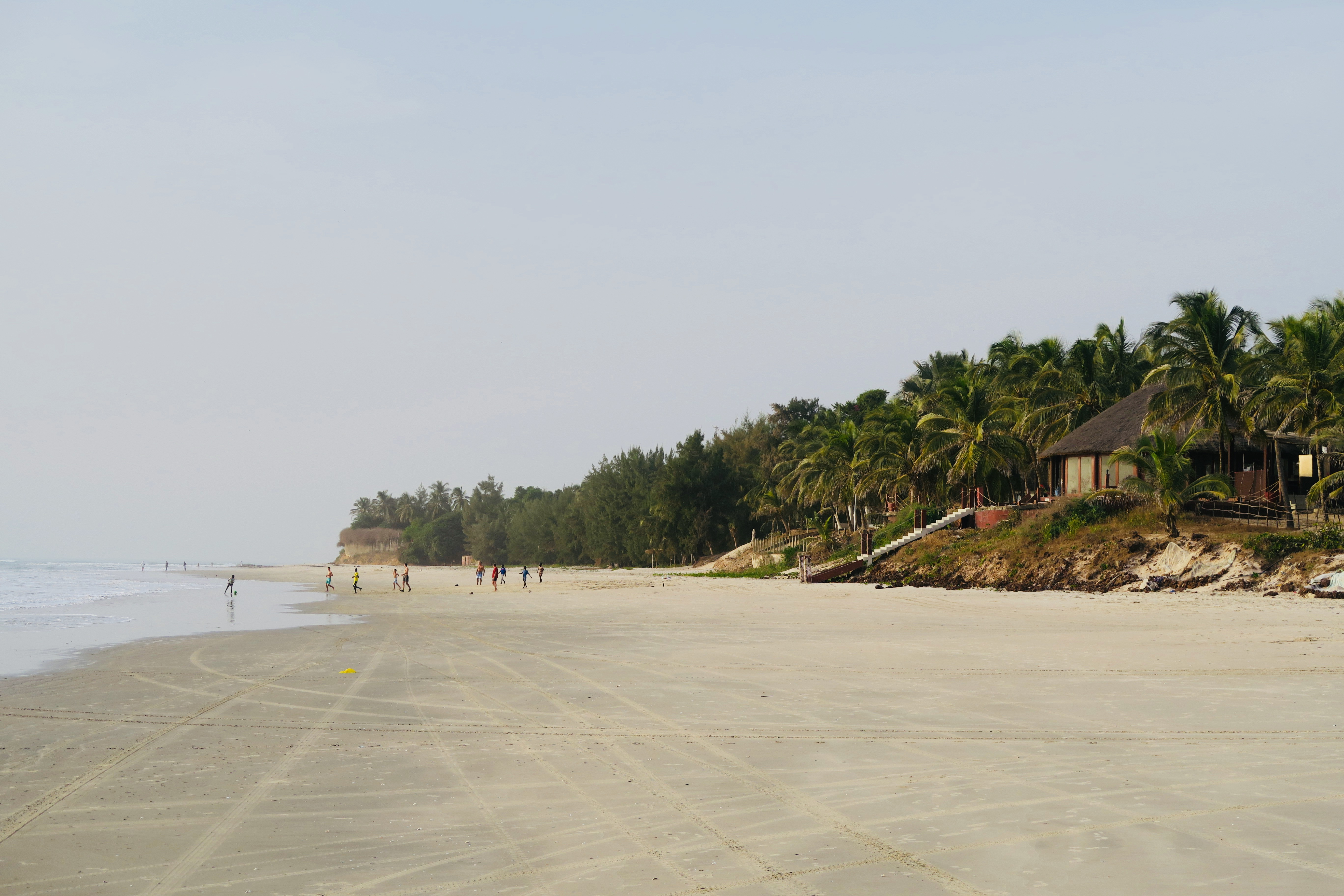
Playa en cap Skirring

La Casamanza estuvo sometida tanto a la colonización francesa como portuguesa, antes de que su frontera fuera definida en 1888 entre la colonia francesa de Senegal y la entonces conocida como Guinea Portuguesa (actualmente Guinea-Bisáu) hacia el sur). Portugal perdió la posesión de Casamanza, hasta entonces el núcleo de su colonia.[cita requerida] Casamanza, hasta la actualidad, ha preservado una variante local de lengua criolla portuguesa conocida como "criollo de Ziguinchor", y los miembros de la comunidad criolla de la zona tienen nombres portugueses como Da Silva, Carvalho y Fonseca.
En la región se pueden encontrar emigrantes de Guinea-Bisáu, expatriados, inmigrantes y refugiados de la pobreza e inestabilidad que desde hace muchos años afectan al país vecino.

### Movimiento separatista
Aunque los diola son el grupo étnico dominante en la Casamanza, solo representan el 4% del total nacional; los wólof dominan el país. En 1982 se fundó el separatista Movimiento de Fuerzas Democráticas de Casamanza (MFDC).
El brazo armado del MFDC se estableció en 1985, y desde 1990 el Conflicto de Casamanza, una insurgencia de baja intensidad llevada a cabo por el MFDC contra el Gobierno de Senegal se ha caracterizado por violencia esporádica y frecuentes pero inestables acuerdos de paz. Un envío ilegal de armas proveniente de Irán fue retenido en Lagos, Nigeria, en octubre de 2010, sospechando el gobierno de Senegal que su destinatario era el MFDC. El Senegal llamó a su embajador en Teherán a consultas por este incidente.

## Clima
Región de clima tropical, de topografía llana con algunas montañas en el sureste, donde se cultiva el arroz, tiene un gran potencial turístico, con grandes playas oceánicas, particularmente en cabo Skirring al sur de la desembocadura del río Casamanza y en Kafountine y Abéné, al norte de dicho río.